# Saison 2008 des Cubs de Chicago
La Saison 2008 des Cubs de Chicago est la 133e saison pour cette franchise qui attend un nouveau titre national depuis 1908.

## La saison régulière

### Classement
| Ligue nationale (Division Centrale) | V  | D  | %     | GB   |
| ----------------------------------- | -- | -- | ----- | ---- |
| Cubs de Chicago                     | 97 | 64 | 0.602 | --   |
| Brewers de Milwaukee                | 90 | 72 | 0.556 | 7.5  |
| Astros de Houston                   | 86 | 75 | 0.534 | 11.0 |
| Cardinals de Saint-Louis            | 86 | 76 | 0.531 | 11.5 |
| Reds de Cincinnati                  | 74 | 88 | 0.457 | 23.5 |
| Pirates de Pittsburgh               | 67 | 95 | 0.414 | 30.5 |

## Séries éliminatoires

### Série de division
| # | Date        | Adversaire | Score  | Vic.              | Déf.           | Sauv.       | Affluence | Bilan |
| - | ----------- | ---------- | ------ | ----------------- | -------------- | ----------- | --------- | ----- |
| 1 | 1er octobre | Dodgers    | 7 - 2  | Lowe (1-0)        | Dempster (0-1) |             | 42 099    | 0-1   |
| 2 | 2 octobre   | Dodgers    | 10 - 3 | Billingsley (1-0) | Zambrano (0-1) |             | 42 136    | 0-2   |
| 3 | 4 octobre   | @ Dodgers  | 3 - 1  | Kuroda (1-0)      | Harden (0-1)   | Broxton (1) | 56 000    | 0-3   |

## Statistiques individuelles

### Batteurs
Note: J = Matches joués; V = Victoires; D = Défaites; AB = Passage au bâton; H = Hits; Avg. = Moyenne au bâton; HR = Cop de circuit; RBI = Point produit
| Joueur | J | AB | H | Avg. | HR | RBI |
| ------ | - | -- | - | ---- | -- | --- |

### Lanceurs partants
| Joueur | J | IP | V | D | ERA | SO |
| ------ | - | -- | - | - | --- | -- |

### Lanceurs de Relève
| Joueur | J | V | D | SV | ERA | SO |
| ------ | - | - | - | -- | --- | -- |